# 伊秩弘将
伊秩 弘将（いぢち ひろまさ、本名同じ、1963年（昭和38年）4月26日 - ）は、日本のミュージシャン、音楽プロデューサー、ソングライター。ブランニューミュージック所属。
SPEEDの音楽プロデューサーとして知られる。
血液型はO型。

## 人物像
現在まで、SNS・ブログは一切やらない主義。これは、あくまで自分を伝えるのは音楽でという姿勢から。

### 作詞
歌詞を書く時は「高校生の頃の伊秩」に立ち返って、反映させている。提供されたアーティストがライブをやっていく上でも「1年後には歌えなくなる」ことだけは避け、「これから先でも歌っていけるもの」を心掛けていて、特にSPEEDに提供する時にはそれを強く意識していた。

### 作曲
「ひたすらピアノの前に座って、降りてくるのを待つ」という原始的な手法を基本にし、その時に浮かんだメロディの「素材感」を大切にしている。目標は「ピアノ1本で弾いても良い曲」を目指していて、レコーディングスタジオには、かなりの数の曲を磨きこんでから出向く。

### 編曲
作曲をする時に「どうアレンジするか」のアイディアも同時に浮かぶが、伊秩だけで仕上げずにアレンジャーと組んでお互いの視点を通して、ディスカッションを行いながら、仕上げていく。これは「自分では気付かなかったイメージを見つけるため」「楽曲を客観視するため」という狙いがある。最終形に仕上げる時には関わらない様にしている。
最初から意識してダンス・ミュージックを作っているわけではないため、ビートは後付けで足していく。

## 概要
1987年、渡辺美里のシングルで作曲家、森高千里のデビュー曲で作詞家デビュー。ソングライターの知名度を上げる。1989年にはシンガーソングライターとしてもデビューする。その後も、久宝留理子・谷村有美などのガールポップ歌手を中心に、楽曲を提供する活動を続ける。
1990年代、小室ブームを代表とした、ソングライター個人によるプロデュース音楽が流行するブーム全盛の1990年代半ばにデビューしたSPEEDを筆頭に、The gardens・deeps・八反安未果などのプロデュースで、自身も一躍脚光を浴び、小室哲哉・小林武史・つんく等と並んで、オリコン年間作曲家売上げ『第1位』、オリコン2年連続年間作曲家&作詞家売上げ『第2位』など数々の記録を持つ。
その後もさまざまなアーティストのプロデュース、楽曲提供などを展開しながら、映画やテレビドラマのサウンドトラック制作をはじめ、単独でのテレビ出演、自身のエッセイ&作詞集の発売をするなど、仕事の幅を広げている。また近年では、定期ライブ『IJICHI's Living Door』の主宰を務める。

### SPEEDなどをプロデュース
1996年にデビューしたボーカル&ダンスグループ・SPEEDのデビュー曲「Body & Soul」から、グループ最初の解散まで全曲を作詞作曲プロデュースした。解散後は、各メンバーのソロ楽曲もプロデュースしている。2008年9月、3度目の再結成をして完全復活したグループのプロデュースを再開し、再度活動停止する2013年4月まで支援した。
同年7月より2年間、アイドルユニット・アイドリングNEO（現：NEO fromアイドリング!!!）の音楽プロデューサーとして全曲作詞作曲プロデュース。2015年夏、原宿にオープンしたライジングプロダクションによる新たな発信基地「原宿駅前ステージ」のテーマ曲を始め、出演するガールズユニットなどの楽曲提供とプロデュースを開始する。
平成から令和にかけては、矢沢永吉、LiSA、MISIA、鈴木愛理、ジェジュン等へ、詞や曲を提供し、相変わらず精力的に活動。

## 略歴

### 『昭和』学生時代 - 音楽クリエイター活動開始（黎明期 - 1988年）
1963年4月26日、東京都港区南麻布の愛育病院で誕生。
千代田区立番町小学校に通学していた9歳の頃から作曲活動を始め、13歳からは作詞も開始し、麹町中学校在学中の間まで150曲以上の楽曲を創作。東京都立千歳丘高等学校時代はアマチュアロックバンドを結成し、この頃からレコード会社への売り込みなどを模索するようになる。
1985年、神田外語学院卒業後、いったん就職するが「ここは自分の場所じゃないとわかった」という理由で、わずか1週間で退社。その後、ソングライターになる夢を実現させるために、約200本のデモテープを各レコード会社に持ち込んだという。バイト先は六本木の音楽関係者が打ち合わせに来るカフェを選び、接客する際にデモテープを関係者に渡しアピールしていた。同時にピアノ弾き語りのライブ活動も精力的に行った。
1987年、EPIC/SONY RECORDSに渡したデモテープを聴いた渡辺美里のスタッフから楽曲依頼、作詞では森高千里サイドから依頼が届いた。
渡辺美里の8th両A面シングル「IT'S TOUGH/BOYS CRIED（あの時からかもしれない）」で作曲家デビュー、オリコン週間チャートで初登場2位を記録した。
次いで森高千里のデビュー曲「NEW SEASON」で作詞家デビュー。ミュージック・ビデオにコーラス役としてカメオ出演もする。
1988年、渡辺美里の3rdアルバム『BREATH』を皮切りに、提供曲を収録した渡辺のアルバム5作が、連続してミリオンヒットを記録する。提供シングルでは、10thシングル「恋したっていいじゃない」が25万枚を超えるヒットを記録。森高千里の2nd、3rdシングルの作詞も引き続き手掛け、2ndアルバム『ミーハー』では8曲の作詞を担当した。渡辺美里の飛躍、森高千里ワールドの基礎を作り、ソングライターとしての知名度を上げる。

### 『平成』ソロ - ユニット・プロジェクト（1989年 - 1995年）
1989年3月、BMGビクターから、シングル「アンブレラ・ストーリー」でソロデビューし、翌月に1stアルバム『99.99』をリリース。同年秋には2ndシングル「カタストロフ」をリリースした。「FM ROCK KIDS」と「FM福岡」でラジオDJ番組を1年間務め、念願の矢沢永吉をゲストに迎える。また、日本青年館、日清パワーステーションでのライブ、全国20か所ピアノ弾き語りライブを敢行。
1990年2月、2ndアルバム『BOYS BE AMXIOUS』をリリース。原宿ホコ天でピアノ弾き語り・ゲリラライブを敢行。
久世光彦演出、小泉今日子主演のNHKドラマ『振り向けば春』の音楽を全編担当し、自らドラマ内でスナックバンド役としても出演して、主題歌の「TOKYOLIFE」を歌う。
1993年6月、ソニー・ミュージックエンタテインメントに移籍し、3rdアルバム『BANG!』をリリース。
3rdシングル「抱きしめたい」が、バラエティ番組『水着でKISS ME』のエンディング曲に起用され、再現ドラマにも本人役で出演し、お笑いコンビ・ホンジャマカと共演することとなった。
1993年、久宝留理子に提供したシングル「「男」」がカメリアダイアモンドのCMに起用され、50万枚の大ヒット。
4thシングル「Kissが止まらない」が、スリムビューティハウスのCMソング、5thシングル「あの夏の二人」が、TVドラマ『先生はワガママ』の主題歌になる。
ソロ活動と並行して吉岡忍、池田聡、中西圭三と共に期間限定ユニットICE BOXを結成。
『ミュージックステーション』に出演。大阪城ホール、東京ベイNKホールにてライブ出演。この模様は日本テレビ特番で1時間半特集され、伊秩は番組の中で久宝留理子への提供曲を、お台場の路上で弾き語りで歌う。
フジテレビ系列『ポンキッキーズ』の初代オープニングテーマおよび挿入歌となった、森高千里のロックン・オムレツ作曲。さらに森高千里提供曲「叔母さん」のレコーディングにピアニストとして参加。
1995年、実験プロジェクトとしてHIMを主宰し、アレンジャーとしてプロジェクトに参加していた後の盟友・水島康貴らと共に、覚えやすくシンプルな歌メロありきの、4つ打ちダンスミュージックを主とした楽曲制作に、本格的に乗り出す。このHIMというプロジェクトでの経験と、ソングライティング能力を高く評価した当時のライジングプロダクション社長・平哲夫から、まだ売り出す方向性も定かではなく、デビュー前だったSPEEDのプロデュースを依頼され、受諾した。
矢沢永吉に1989年に引き続き、2回目のロングインタビューを成功させる。

### SPEEDのプロデューサーに就任 - 音楽プロデュースを展開（1996年 - 1999年）
1996年、プロデュースしたSPEEDがシングル「Body & Soul」でデビュー。さらに同年発売した2ndシングル「STEADY」で、自身にとって初のミリオンセラーを達成。レコード大賞優秀新人賞受賞。
森口博子に提供した「視線」でNHK紅白歌合戦出場。「行ーかなーくちゃ」というリフで耳馴染みの深い、ローソンのCMソングであった森高千里の「Let's Go!」がシングルとしてリリースされる。
1997年、SPEEDの3rdシングル「Go! Go! Heaven」が、初のオリコン週間チャート1位を獲得。
1stアルバム『Starting Over』が190万枚の売上を記録し、SPEEDの代表曲ともいえる「White Love」の大ヒット（オリコン3週1位で売り上げ200万枚・カラオケ14週連続1位達成）によって、自身は一躍有名音楽プロデューサーの仲間入りを果たす。
自身がプロデュースするThe gardensがシングル「Future's Memories/Bye Bye Blue」で、deepsがシングル「Love is Real」で共にデビューした。
1998年、SPEEDの6thシングル「my graduation」がオリコンチャート3週連続1位を獲得し170万枚の大ヒット。
プロデュースした八反安未果がシングル「Miss You 〜忘れないで〜」でデビュー。自身の手掛けるdeepsの「ハピネス」が主題歌となったTVドラマ『おそるべしっっ!!!音無可憐さん』にゲスト出演。
SPEEDの2ndアルバム『RISE』が230万枚を突破。またガーデンズの1stアルバム『A place in the Sun』が、25万枚のヒットとなった。
次いで自身が主宰するユニット・HIMの楽曲「SHOOTING STAR」を八反安未果がカバー。deepsのデビューアルバム『Lovely!』は20万枚を売り上げ、この時期が関連作品のリリース数が最も多い時期となった。
『笑っていいともテレフォンショッキング』、NHK『トップランナー』、『松任谷由実のオールナイトニッポン』などの番組にも精力的に出演。
SPEEDのベストアルバム『MOMENT』が250万枚の大ヒットを記録。この年はまさに自身の大躍進となり、オリコン年間作曲家ランキング1位を記録。作詞家では2年連続2位となる。FM横浜にてレギュラー番組を持つ。
1999年、SPEED、Eriko with Crunch（今井絵理子）、八反安未果、HITOE'S 57 MOVE（新垣仁絵）deeps、MAX、hiro（島袋寛子）知念里奈が、HIMの楽曲のカバーを相次いでリリース。
SPEEDの2年連続4大ドームツアーの最終日、福岡ドーム公演でのアンコールにサプライズ出演、グランドピアノごとせり上がってきた伊秩の登場に会場が湧いた。
FM横浜"ガーデンズカフェ"で久しぶりにレギュラーDJを担当する。
幻冬舎より「AnotherSweetField」という初のエッセイ&作詞集を発売。

### SPEED解散 - 再始動（2000年 - 2012年）
2000年、SPEEDが3月31日をもって解散した。解散後にソロ活動を始めた、hiro（島袋寛子）とEriko with Crunch（今井絵理子）のプロデュースを引き続き担当する。
3月、ガーデンズがベストアルバム『HORIZON millennium album & singles』のリリースを最後に、活動を停止。ananで北川悦吏子と恋愛対談。
2001年と2003年に、SPEEDが期間限定の再結成を果たし、プロデュースを行う。shela、上戸彩、中島美嘉に楽曲提供。
2005年、KinKi Kidsに楽曲提供したシングル「SNOW! SNOW! SNOW!」オリコン初登場1位。吉岡美穂主演ドラマの主題歌『逢えない夜を抱きしめて』作詞作曲。
2006年 - 2007年にかけては、渡辺美里に楽曲提供したシングル「おねがい太陽〜夏のキセキ〜」「その手をつないで」が相次いでリリースされ、w-inds.のアルバム『Journey』に「地図なき旅路」「Celebration」の2曲を提供（共に作詞・作曲）。イギリスで先行デビューを果たしたSATOMI'のデビュー曲「Yesterday」の共作詞・作曲を手掛けた。
2008年、SPEEDが3度目の再結成をして24時間テレビ 「愛は地球を救う」で完全復活。プロデュースも再開した。
10月20日、『SPEEDのオールナイトニッポンSPECIAL』にゲスト出演。11月12日、完全復活後初の15thシングル「あしたの空」をリリース。
2009年、8月5日、SPEEDのアルバム『SPEEDLAND -The Premium Best Re Tracks-』をリリース。
9月5日皮切りの全国ツアーFamilyMart presents SPEED LIVE 2009 -Welcome to SPEEDLAND-をプロデュース。自身が主宰を務める定期ライブ『IJICHI's Living Door』を開始。
2010年4月21日、SPEEDの17thシングル「ヒマワリ -Growing Sunflower-」をリリース。
4月24日から始まったSPEEDの全国ツアー"SPEED LIVE 2010〜GLOWING SUN FLOWER〜"も併せてプロデュース。11月10日にはイオンヒートファクトCMソングをプロデュースした19thシングル「Let's Heat Up!」をリリース。
2011年、SPEEDのDVDBEST『BIBLE』をプロデュース。6月2日と10月21日、渋谷DUO Music Exchange で、ピアノ弾き語りシークレットライブを敢行。
KinKi Kidsの12thアルバム『K album』に、秋元康とのコンビで5年ぶりに楽曲を提供。女子中学生ダンスユニットFairiesの2ndシングル「Sweet Jewel」をプロデュース。
2012年、SPEEDの5thアルバム『4 COLORS』に、既発シングル曲を含む4曲を提供。作詞家・湯川れい子との共作で、吉田照美に曲を提供。
テレビ朝日の深夜ドラマ『私のホストちゃん』（club Vanilla & 甘王 名義）の挿入歌を担当。定期ライブ『IJICHI's Living Door』が100回を迎える。

### SPEED活動再停止 - （2013年 - 2018年）
2013年、4月、SPEEDが活動を停止する。8月、女性アイドルユニット・アイドリングNEO（現：NEO fromアイドリング!!!）の音楽プロデューサーに就任し、デビューシングル「mero mero」をリリース。テレビ朝日の深夜ドラマ『ガールズトーク〜十人のシスターたち〜』（シスターフューチャリング天一 名義）の挿入歌を担当。自ら発掘して2年間育成したシンガーソングライターmotoの楽曲「桜の声」を含む、デビューミニアルバムをプロデュース。
2014年、元Hysteric BlueのTamaのソロデビューアルバムに3曲提供。アイドリングNEO（現：NEO fromアイドリング!!!）の2ndシングル「Sakuraホライズン」と3rdシングル「キミといたナツ」をリリース。GALETTe*の3rdシングル「Brand-New Style」を作詞・作曲。フェアリーズのメンバー伊藤萌々香のソロデビューシングル「Poker Face」をプロデュース。人気声優ユニット・petit miladyにアルバム曲を提供。6月13日、NHK-FMの音楽トークラジオ『ヒャダインの"ガルポプ!"』に出演し、これまでの歴史を語った。
2015年、KinKi Kidsのシングル『夢を見れば傷つくこともある』を作曲。この曲は35作目の連続1位ギネス記録がかかる楽曲として注目され、ちょうど5年ぶりに秋元康とタッグを組んだシングル曲でもある。TOKYO IDOL PROJECTのプロデューサーに就任。日本最大のアイドルフェス東京アイドルフェスティバルに5組を送り込み、フジテレビ等にインタビュー出演する。
フェアリーズシングル曲相思相愛☆destination、GALETTeシングル曲など女性アイドルグループの楽曲をリリース。渡辺美里のアルバム『オーディナリー・ライフ』に作曲を提供。どる☆NEO（Doll☆Elements×NEO fromアイドリング!!!）のDVDシングル「ショコラ☆ロマンティック」、NEO 4thシングル「無限ラビリンス」のほか、predia、伊藤萌々香、paletシングル曲、フェアリーズシングル曲相思相愛☆destination、GALETTeシングル曲など女性アイドルグループの楽曲をリリース。
2016年、KinKi Kidsのアルバムに楽曲提供。SPEEDのデビュー20周年記念Blu-ray発売。原宿駅前竹下通り入り口にオープンした原宿駅前ステージのテーマ曲『原宿駅前パーティーズ』全員による”原宿駅前ステージで逢いましょう”を始め、派生ユニットのふわふわのデビュー曲“フワフワSugar Love”etc---。『原宿乙女』や『原駅ステージA』などにも複数楽曲提供プロデュース。
NHK-FM放送で12月12日から12月16日の5日間にわたって、24時10分から25時0分までの50分間、毎日伊秩弘将自ら出演し、自身の音楽ヒストリーを語る。
2017年、カルテット (2017年のテレビドラマ)挿入歌White Love (SPEEDの曲)提供。
ふわふわ♪のシングル『ジェリービーンズ』作詞作曲。NEO fromアイドリング!!!（アイドリングNEO）の元メンバーが結成したガールズ・デュオ「BESTIEM」の活動を支援。
2018年、MISIAのシングル&アルバムに ”Lady Funky” 作曲提供。渡辺美里の『ribbon』30周年記念アルバムに2曲収録。
LiSAのベストアルバムに「WiLL-無色透明-」を作曲提供。主催する定期公演『IJICHI's Living Door』が通算300回を迎え、記念したカウントライブを開催。
ソニー・ミュージックエンタテインメント本社ビルにて、プロデューサーの保本真吾とクリエイター志望の若者へ公開講座を行う。
SPEED全楽曲サブスク配信する。

### 令和元年（2019年）以降 -
2019年、矢沢永吉のアルバム『いつか、その日が来る日まで…』に、M-1とM−9の2曲を作詞提供し、オリコン史上初70歳で週間オリコンチャート1位を記録する。
元東方神起のジェジュン1stアルバムリード曲「Sweetest Love」作詞。オリコン週間初登場1位を記録。
7月27日の朝日新聞の朝刊にカラーで、デビュー30周年を記念して、本人からのメッセージが掲載される。
欅坂46の小池美波出演映画『ロバマン』主題歌と挿入歌を湯川れい子とのコンビで提供。ふわふわのシングル「Viva!! Lucky4☆」作詞作曲。オリコン初登場週間5位。
中西圭三、池田聡らと25年ぶりに期間限定でICE BOXを再結成し、CMソング、再録配信シングルとMVを発表。THE RAMPAGE from EXILE TRIBEと共に後楽園のラクーアで記念イベント開催。
鈴木愛理 (ハロー!プロジェクト)シングルに「DAY LIGHT」作詞作曲提供。TOKYO IDOL FESTIVALにて1日限定でアイドリングNEO復活ライブ敢行。
ストリーミングサービスのうたパスで、伊秩弘将プレイリストが始まる。東邦音楽大学の特別講師に就任。
ギターマガジン11月号で、8ページにわたりWhite Love (SPEEDの曲)やBody & Soulなどの製作裏話を語る。
LiSAのシングルに「Chill-Chill-Dal-Da」作曲提供。
2020年、MISIAのベストアルバム「Life is going on and on」に楽曲提供。EUPHORIA-ユーフォリア-のシングル「熱烈LOVE!!」作詞、オリコン初登場6位。
湯川れい子と共に主題歌＆挿入歌を提供した映画「ロバマン」にインタビューを受ける通行人役として出演。
ふわふわのシングル「プリンセス・カーニバル」作曲提供。プラチナボーイズのシングル「君へ届け!」作詞作曲。
2021年、Hydeプロデュースのジェジュンシングルに作詞提供、オリコン初登場1位記録。
矢沢永吉オリコン1位最高年齢更新記録Live BluerayBoxとなる "3Body'sNight"に, 作詞提供楽曲2曲収録。
SPEED MusicBox-All The Memoriesをプロデュース、数々の裏話満載のライナーノーツを掲載。また当時のライターとのスペシャルロングインタビューを行う。オンラインサロンにて、今井絵理子、島袋寛子と共に３人でスペシャルロング対談を行う。
ニッポン放送 "オールナイトニッポンお正月SPEED25周年特別番組"に島袋寛子と共に出演。
LiSA、DA PUMPのISSA、倖田來未、氣志團、ももいろクローバーZの高城れに、中島美嘉、Crystal Kay、矢井田瞳、大森靖子、ビッケブランカ、BENI、Dream Amiの参加したSPEEDトリビュートアルバム「SPEED SPIRITS」収録曲全曲、作詞作曲。
FM武部聡志のSESSIONSに出演、プロデューサートークを交わす。テレビ東京のTHEカラオケ★バトルにゲストコメンテーターとして出演。  
MISIAのアルバム「HELLO LOVE」にバラード作曲提供。
2022年、SPEEDの Blu-ray LiveBox"All the History"プロデュース。
中島美嘉とのデュエット曲やレミオロメンの藤巻亮太と初タッグを組んだバラードなど４曲を
ジェジュンのアルバム「Fallinbow」に提供。元宝塚の珠城りょうのファーストアルバムに２曲楽曲提供。
初頭、長年主催している定期ライブ『IJICHI’s Living Door』が節目の500回を迎える。そこから輩出した新人Layのデビューをプロデュースおよび楽曲提供。
アイドリッシュセブンのユニットRe:valeに「夢雫」作詩作曲提供。
2023年、Starting Over (SPEEDのアルバム)と、RISE (SPEEDのアルバム)のアナログ盤を発売。
八反安未果の出身校の共学化に伴い、星の杜中学校・高等学校に校歌を作詞作曲提供して、入学式で弾き語り初披露する。
NHK"はなかっぱ"のエンディング曲に、山内惠介のイチカバチカ作曲提供。ベストアルバムにも新曲を提供する。
SPEEDの『Body & Soul』が”PRODUCE 101 JAPAN THE GIRLS”と”OUT OF 48 ”に起用されたり、Perfumeがカバーするなど、Z世代を中心に再びブームが巻き起こる。
SPEED、deepsに引き続き、伊秩弘将プロジェクト"the gardens"67曲全作品と全MVをサブスク解禁する。
歌ネットの”言葉の達人”のコーナーに作詞家としてロングインタビューが掲載される。
2024年、NHKテレビ　”歌えるJ-POP黄金のベストアルバム３０M”に出演し、３０分間、SPEED、矢沢永吉など自身の音楽人生について語り尽くす。　AKB48の10枚目のアルバム"なってったってAKB48"に、Body & Soulがカバー収録。
２０年振りにレギュラーラジオ　”伊秩弘将の"Creator's Life"開始。ICE BOXから３０周年でテレビ朝日で当時のCMの裏話出演。 雑誌ローリング・ストーン 誌の矢沢永吉特集に、”武道館ライブ１５０回達成”への記念メッセージを掲載。 
山内惠介のシングルに２曲作曲提供。

## その他
カバー・リメイク
2010年代には、著名なアーティストによる楽曲のカバーが増加した。
HKT48、Happinessが「Body & Soul」、BABY METAL、乃木坂46、ももいろクローバーZ、JUJU、すたーふらわー、水瀬いのり、たかはし智秋、今井麻美が「White Love」、華原朋美が「my graduation」、倖田來未が「「男」」、Dream5が「Wake Me Up!」など。
また、森高千里が、過去に伊秩弘将から提供された楽曲25曲を全曲リメイクし、アルバムとミュージック・ビデオを発表。YouTubeにも全曲公開した。

## ディスコグラフィ

### シングル
- 1st「アンブレラ・ストーリー」（1989.3.21/BMGビクター）
- 2nd「カタストロフ」（1989.9.21/BMGビクター）
- 3rd「抱きしめたい」（1993.6.21/Sony Records）『水着でKISS ME』のエンディング曲
- 4th「Kissが止まらない」（1994.2.21/Sony Records）スリムビューティハウスのCMソング
- 5th「あの夏の二人」（1994.8.4/Sony Records）TV朝日ドラマ『先生はワガママ』の主題歌
- 未発売曲「Tokyo Life」（久世光彦演出、小泉今日子主演のNHKドラマスペシャル振り向けば春の主題歌＆挿入歌）

### アルバム
- 1st『99.99』（1989.4.21/BMGビクター）
- 2nd『BOYS BE AMXIOUS』（1990.2.21/BMGビクター）
- 3rd『BANG!』（1993.6.21/Sony Records）

## 主宰 / 楽曲提供
HIM（ユニット名はHiromasa Ijichi Melodiesの略。自身の名を冠したユニット自体を主宰）
シングル
- 「BECAUSE OF LOVE」
- 「NO MORE KISS, NO MORE CRY」
- 「AQUARIUS」
- 「HEARTBEAT SNOW 〜THEME OF SNOW BEAT」
- 「SHOOTING STAR」
- 「ETERNAL (HIMの曲)」
- 「HEAVEN」

アルバム
- 1st『HIMAX! GREATEST HITS AND MORE』
- 2nd『HIMIX A2Z』（全曲作曲）

## プロデュース / 楽曲提供

### SPEED
シングル
- 「Body & Soul」
- 「STEADY」
- 「Go! Go! Heaven」
- 「Wake Me Up!」
- 「White Love」
- 「my graduation」
- 「ALIVE」
- 「ALL MY TRUE LOVE」
- 「Precious Time」
- 「Breakin' out to the morning」
- 「Long Way Home」
- 「One More Dream」
- 「Be My Love」
- 「あしたの空」
- 「ヒマワリ -Growing Sunflower-」
- 「Let's Heat Up!」

アルバム
- 1st『Starting Over』全曲作詞作曲プロデュース
- 2nd『RISE』全曲作詞作曲プロデュース
- 3rd『Carry On my way』全曲作詞作曲プロデュース
- Best『MOMENT』全曲作詞作曲プロデュース
- Best『DearfriendVol.1』&『DearfriendVol.2』全曲作詞作曲プロデュース
- 4th『BRIDGE』収録曲6曲（他、全楽曲の約9割を手掛ける/作詞・作曲・プロデュース）
- 5th『4 COLORS』提供収録曲「FAMILY」（作詞 作曲）

#### hiro（島袋寛子）
シングル
- 「AS TIME GOES BY」（HIM-eggの同名曲のカバー）
- 「Bright Daylight」
- 「Eternal Place」

アルバム
- 1st『BRILLIANT』プロデュース
- 2nd『Naked and True』収録曲5曲作詞作曲
- BEST『寛 シングル・コレクション』収録「Send My Love for you」（作詞 作曲・プロデュース）
- What's up!（作詞 作曲・プロデュース）

#### 今井絵理子（Eriko with Crunch）
シングル
- 「冷たくしないで」
- 「EVERYDAY,BE WITH YOU」（HIMの同名同曲のカバー）
- 「Red Beat of My Life」
- 「Luv is Magic」
- 「FIND MYSELF」
- 「夕立ち」
- 「in the Name of Love」
- 「Set Me Free!」
- 「Stairway」
- 「蒼空」
- 「Time Out」
- 「Darlin'」（今井絵理子と共同作詞 作曲）
- 「向日葵」
- 「Through The Many Nights」
- 「Butterfly」（作曲のみ）
- 「DAWN」（作曲のみ）
- 「唇」（作曲のみ）
- 「レトロマンティック」
- 「Nobody Knows Tonight」
- 「Planet Earth」（作曲のみ）

アルバム
- 1st『My Place』（全曲作詞作曲プロデュース）
- BEST『Single Collection 〜Stairway〜』（作詞・作曲・プロデュース等）

#### HITOE'S 57 MOVE（新垣仁絵）
シングル
- 「INORI」（HIMの同名同曲のカバー）

### The gardens
シングル
- 「Future's Memories」
- 「Love&Pain」
- 「Believe」
- 「Eternal」
- 「Sweet Sweet Memories」
- 「愛のうた」
- 「エンドレスサマー」
- 「約束の場所へ」
- 「BE WITH YOUR LOVE」

アルバム
- 1st『A place in the Sun』
- millennium & BEST『HORIZON -millennium album & singles-』（他、ほぼ全曲を手掛ける/作詞・作曲・プロデュース）

### deeps
シングル
- 「Love is Real」
- 「ハピネス」
- 「LOVING YOU」
- 「Jealousy」
- 「Maybe Love」
- 「Brand-New-Heaven」
- 「パ★ラ★ダ★イ★ス★」

アルバム
- 1st『Lovely!』全曲作詞作曲プロデュース
- X'mas Mini『wish』
- BEST『Teen's Heaven 〜Single Collection〜』（他、アーティスト表記を"dps"と改めるまでの全曲を手掛ける/作詞・作曲・プロデュース）
- 「HEARTBREAK DIARY」（HIMの同名同曲のカバー/クレジットはHIM名義）

### 八反安未果
シングル
- 「Miss You 〜忘れないで〜」
- 「Your Love」
- 「SHOOTING STAR」（HIMの同名同曲のカバー）

アルバム
- 1st『Autumn Breeze』（作詞・作曲・プロデュース）

### NEOfromアイドリング!!!（アイドリングNEO）
シングル
- 1st「mero mero」「胸アツ生誕祭!!!」「寝乙女X'masNight」
- 2nd「Sakuraホライズン」「突進少女」「Someday,Somewhere」
- 3rd「キミといたナツ」「波打ち際のリフレイン」「"RESISTANCE" In My Pocket」

アルバム
- Best『NEO Kiss♡Memories』「NEO Kiss♡Memories」「寝起き」

作詞・作曲のみ
- 4thシングル「無限ラビリンス」
- アイドリング!!!5thアルバム『GOLD EXPERIENCE』収録「プリ♥きゅんサバイバル」
- DVDシングル「ショコラ☆ロマンティック」

（どる☆NEO（Doll☆Elements×NEO fromアイドリング!!!））

## 単発プロデュース / 楽曲提供

### 森高千里
- 「NEW SEASON」「ピリオド」「あの日のフォトグラフ」「OVERHEAT NIGHT」「YOKOHAMA ONE NIGHT」「WEEKEND BLUE」「GET SMILE」「CAN'T SAY GOOD-BYE」「47 HARD NIGHTS」「KISS THE NIGHT」（作詞）「LET ME GO」（補作詞）「Miss Lady」（作詞・作曲）「I LOVE YOU」「友達の彼」「ロックン・オムレツ」「ずる休み」「台風」「SO BLUE」「ララ サンシャイン」「夏はパラレイロン」「出来るでしょ!!」「長男と田舎もん」「薹が立つ」「銀色の夢」「LET'S GO」「叔母さん」「星に願いを」（作曲）

### 渡辺美里
- 「IT'S TOUGH/BOYS CRIED（あの時からかもしれない）」「BREATH」「恋したっていいじゃない」「Tokyo Calling」「一瞬の夏」「グッドバイ」「White Days」「Boys kiss Girls」「バースデイ」「ライオン・ドリーム」「クリスマスまで待てない」「画用紙」「Winter Melody」「愛しき者よ」「egoism」「花〜この僕で生きてゆく〜」「おねがい太陽〜夏のキセキ〜」「その手をつないで」「Love is magic」「真っ赤な月」「青空ハピネス」（作曲）

### アーティスト
相沢友子
- 「欲望ーストイシズム」「雨上がりの夕焼け」（作曲）

浅香唯
- 「笑顔にためた涙」「ホントならタイヘン」「終わらない罪」「BROKEN HEART」

池田聡
- 「Long Summer Night」「君の声が聴こえる」（作曲）

w-inds.
- 「FREEDOM SKY」「Celebration」「地図なき旅路」（作詞・作曲）

上戸彩
- 「微熱」（作詞）

内田有紀
- 「楽園」（作詞・作曲・プロデュース）

梅田えりか
- 「White Anniversary」（作詞）「Waitin’ for Your love」（作詞・作曲）

HIM-egg
- 「AS TIME GOES BY」（作曲）

大塚純子
- 「Tears」「Hurts」「キャミソールから祈りをこめて」「Working Girl」「Hip Boyの悲劇「Be With You」「Money Money」「はだかの窓」「Miss You」「あの夏の自転車」「Rainy Eyes」（作曲）

葛山信吾
- 「愛なしでは生きられない」「ふたりを認めない」「今を生きてる」「このささやかな欲望」「HELLOW TOKYO」「Partyは終わらない」

GALETTe*
- 「Brand-New Style」「至上の愛」（作詞・作曲）

カレン・モク
- 「Love yourself」「I Say」「Pretty in love」

河田純子
- 「シ・ン・ユ・ウ」「終わらない時間」

KinKi Kids
- 「SNOW! SNOW! SNOW!」「夢を見れば傷つくこともある」「破滅的Passion」（作曲）

久宝留理子
- 「「男」」「薄情」「さよなら」「涙の数だけ」「夏はマジック」「夜明け」「帰らない夏」「情けなくって」（作曲）

club Vanilla & 甘王
- 「愛をナメんなよ!」（作曲）
- 甘WARS with 甘王

- 「ナメすぎラブソング'夏」（作曲）

SATOMI'
- 「Yesterday」「Love to Stay」「Mystery」「KISS feat.OKI」「Spring」「Fairy's Stick」「Long Distance」

ジェジュン
- 「Sweetest Love」
- 「Brava!!Brava!!Brava!!」

shela
- 「Rose」「I know "It's truth"」（作詞・作曲）

シスターフューチャリング天一
- 「抱かないで、シスター」（作曲）

杉浦幸
- 「18のSecret」（作詞・作曲）

鈴木愛理
- 「DAYLIGHT」（作詞・作曲）

瀬能あづさ
・「素敵になれる」　（作曲）
・「6月の海」　（作曲）

DIAMOND☆DOGS
- 「Believin'」

高橋メアリージュン
- 「White Velvet」

高橋克典
- 「君のKissしか欲しくない」「Believe me」（作曲）

高橋克典 with 仲間由紀恵
- 「愛してる」（作曲）

谷村有美
- 「すべてわがまま」「FEEL ME」「2人はいきなり」「今が好き」（作曲）

Tama
- 「無限大の空」「暗闇モンスター」「Yesterdays & Tomorrows」（作曲）

玉井健二
- 「最後の贈り物」（作曲）

知念里奈
- 「GOD BLESS THE WORLD」（HIMのタイトル違い・同曲のカバー/クレジットはHIM名義）

Dream5
- 「タビダチノウタ」

西田ひかる
- 「TRUTH」「大切な気持ち」

原宿駅前パーティーズ
- 「Can You Hear My Voice」（作詞・作曲：伊秩弘将）
- 「Can't Stop My Dreaming」（作詞・作曲：伊秩弘将）
- 「HARAJUKU❤駅前Stageで逢いましょう！」（作詞・作曲：伊秩弘将）
- 「Welcome to the Miracle Land」（作詞・作曲：伊秩弘将）
- 「Do U Wanna Crazy Night」（作詞・作曲：伊秩弘将）

原宿乙女
- 「Morning Train」（作詞・作曲：伊秩弘将）
- 「Bad Anniversary」（作詞・作曲：伊秩弘将）

原駅ステージA
- 「Let's Breakin' Out」（作詞・作曲：伊秩弘将）

palet
- 「YUBIKIRI」「過ぎていく全てに」「LOVE WINTER MEMORIES」「SNOW DISTANCE」「ありがとう」「Time to Change」（作詞・作曲）「滲色ホライズン」「マイ・ファースト・ラヴァー」「Believe in Yourself !」「Keep on Lovin' You」「VICTORY」「Run to the New Wind」「All for One」「Over The Rainbow」（作詞）「Glory Days」（作曲）

樋井明日香
- 「たったひとりの君」「ロックンロールアーミー」（作詞・作曲）

ピンク・レディーX
- 「恋の診察室'97」「Pink X'mas」「Holy Beatよもう一度」「孤独なうさぎ」

フェアリーズ
- 「Sweet Jewel」「Poker Face feat. MOMOKA」「相思相愛☆destination」「Honey Vacation」（作詞・作曲）

伊藤萌々香
- 「Poker Face」「LOOK AT ME!!」「純愛」（作詞・作曲）

predia
- 「Little Bird」（作詞・作曲）「秘匿のパラダイス」（作詞）

BOP
- 「Rock Your World」（作詞）

ふわふわ
- 「フワフワSugar Love」（作詞・作曲：伊秩弘将）※デビュー曲
- 「ジェリービーンズ」（作詞・作曲：伊秩弘将）※5thシングル曲
- 「White Sweet Kiss」（作詞・作曲：伊秩弘将）
- 「Viva!! Lucky4☆」（作詞・作曲：伊秩弘将）※7thシングル曲
- 「プリンセスカーニバル」（作曲：伊秩弘将）※8thシングル曲

ふわふわ3
- 「ふわり乙女Beam」（作詞・作曲：伊秩弘将）

BESTIEM
- 「HANABI」「Just the Two of Us」「約束」「TENOHIRA」（作詞・作曲）「Real Voice」（作詞）「Touch your heart, Feel your beat」（作曲）

petit milady
- 「茜色のダイアリー」（作詞・作曲）

松岡卓弥
- 「茜色」（作詞・作曲）「もしもケータイがなかったら・・・」「ふたりの夏〜君とのSummer Story」「Let’s Go Live」「Happy Birthday to You !!」（作曲）

松下サトミ（里美）
- 「Real Heart」「恋人がいる時間」「Good bye Girl」「Telephone Boy」「Best Friend」

MAX
- 「銀河の誓い」（HIMのタイトル違い・同曲のカバー/クレジットはHIM名義）

麻帆良学園3-A生徒31人
- 「Pink Generation」（作詞・作曲）

MISIA
- 『 Lady Funky』（作曲）

観月ありさ
- 「Forever Love」「in my life」（作詞・作曲・プロデュース）

村井麻里子
- 「ハートではKissしてる」「恋を眠らせない」「夢じゃなくて恋じゃなくて」「Truly」「スプリンターになれなかった」
- 「おしえて'60's」「シンフォニー」「Catch My Eye」

森口博子
- 「視線」「好きになったら」（作曲）

矢沢永吉
- 「今を生きて」（作詞）
- 「デジャブのように」（作詞）

山内惠介
　・「イチカバチカ」(作曲）
山口紗弥加
- 「Toy Ring」

山根麻衣
- 「Howdy Lady」

EUPHORIA
- 「熱烈LOVE!!」（作詞）
- 「冬色イルミネーション」（作詞・作曲）
- 「桜色の旅立ち」（作詞・作曲）
- 「Be with your heart」（作詞）
- 「Be my lover」（作曲）
- 「Be Yourself」（作詞）

吉田照美
- 「あこがれ」（作曲）
- 「ロバマン」 (作曲）

米倉利紀
- 「たったひとりの君だけに」「月曜日の快楽主義者」「Body＆Soul」「Body＆SoulⅡ」（作曲）

ラナhanakoマキサック
- 「Never Too Late」（作詞・作曲・プロデュース）

LiSA
- 『WiLL』（作曲）
- 『Chill-Chill-Dal-Da 』(作曲）

舞台歌
- 舞台｢私のホストちゃんTHE FINAL〜激突! 名古屋栄編〜｣ / あなたの愛でナンバー1 (作曲)

校歌
- 星の杜中学校・高等学校『海の星たち』（作詞・作曲）[11]

### テレビドラマ
- 恋はあせらず（1998年、フジテレビ）
- L×I×V×E（1999年、TBS）

### 映画
- アンドロメディア（1998年、松竹）

### 雑誌
- GOETHE（幻冬舎）- 連載『伊秩弘将のトーキョープレミアムライフ』

## 関連人物
- 和田将志 - 音楽プロデューサー。元“歌手・伊秩弘将”のプロデューサー。当時ソニー・ミュージックエンタテインメントに在籍しており、伊秩のBMGビクターからSony Recordsへの移籍を全面的にバックアップ。伊秩のアーティスト契約満了後も、伊秩主宰のユニット・HIMの企画を立案するなど、プロデューサー、コンポーザーとしての伊秩をサポート。HIMでの活動が着目されてSPEEDのプロデューサーへの抜擢を得た伊秩のキャリアに欠かせない人物の一人（HIMプロジェクトではHIMWという別名も所有、「HEARTBREAK DIARY」作詞の他、「SHOOTING STAR」、「ETERNAL (HIMの曲)」も共作詞している。）。
- 水島康貴 - 編曲家。全盛期であった第1次解散までのSPEEDの全曲の編曲に携わっている。伊秩×水島のタッグ・クレジットが定番であった。SPEEDのツアーなどにもキーボーディストとして参加。なお、HIMの全オリジナル楽曲の編曲も水島が手掛けている。
- 佐久間誠 - アワーソングスクリエイティブ所属の作編曲家。NEO fromアイドリング!!!やSPEED関連などの編曲を担当。